# Tatra (empresa)
Tatra é um fabricante de veículos de Kopřivnice, na República Tcheca. A empresa foi fundada em 1850 como Nesselsdorfer Wagenbau Fabriksgesellschaft, um fabricante de vagões de transporte, e produziu o primeiro automóvel da Europa Central em 1897, o Nesselsdorf Präsident. Em 1919, ela mudou seu nome para Tatra em referência às montanhas Tatra. É o terceiro mais antigo construtor de automóveis do mundo, depois da DaimlerChrysler, Daimler Mercedes-Benz e Peugeot. A produção de carros Tatra cessou em 1999, mas a empresa ainda produz uma bem-sucedida série de caminhões com tração total (de 4x4 até 18x18). 

## História

### Primeiros anos
Ignác Šustala (1822 - 1891), fundador da empresa em Kopřivnice, em Nesselsdorf, na Morávia, iniciou a produção desenhando veículos para cavalos em 1850. Em 1891, forai transformada em fábrica de vagões e passou a se chamar Nesselsdorfer Wagenbau - Fabriksgesellschaft e o empregado Hugo Fischer von Roslerstam foi nomeado como diretor técnico em 1890. Após a morte de Šustala, von Roslerstam assumiu a empresa e, em 1897, comprou um automóvel Benz. Usando a inspiração de Benz para a empresa, fez o seu primeiro carro, o Nesselsdorf Präsident, que foi exibido em 1897, em Viena. Foram encomendados mais carros. O novo engenheiro Hans Ledwinka (1878-1967) melhorou dez carros. 
O primeiro carro a ser totalmente projetado por Ledwinka veio em 1900 com o Tipo A, com motor montado na traseira com 2714Cc e velocidade máxima de 40 km/h dos quais 22 foram feitos. Este foi seguido pelo Tipo B com motores centrais em 1902, mas em seguida Ledwinka deixou a empresa para concentrar-se no desenvolvimento de motores a vapor. Voltou em 1905 e projetou um carro completamente novo, o Type S, com motor de 3308 Cc 4 cilindros. A produção foi mal e, em 1912, após 23 semanas de greve, Hugo Fischer von Roslerstam deixou a empresa.

### Tatraː o conceito
Depois da Primeira Guerra Mundial, Nesselsdorfer Wagenbau foi renomeada para Kopřivnice Vozovka e, em 1919, o nome Tatra foi dado à linha de automóveis. Leopold Pasching assumiu o controle e Hans Ledwinka, mais uma vez, retornou em 1921 para desenvolver o revolucionário Tatra 11. 
O novo carro lançado em 1923 contou com uma espinha dorsal e tubo rígido com oscilantes semieixos na retaguarda dando suspensão independente. O motor dianteiro era refrigerado a ar, de dois cilindros e 1 056 cilindradas. Foi substituído em 1926 pelo semelhante T 12, que tinha freios nas quatro rodas. O maior desenvolvimento em 1926 foi o T 17, com um motor de 1 930 cilindradas refrigerado a água, seis cilindros e suspensão totalmente independente. 
Em 1927, a empresa foi formalmente renomeada como Tatra. 

### Tatra no Pré-guerra
A Tatra especializou-se em carros de luxo, culminando com um OHC de 6 litros V12 em 1931. Na década de 1930, sob domínio da Áustria, o engenheiro Hans Ledwinka e seu filho Erich, eram protegidos por uma tarifa elevada e a ausência de montadoras estrangeiras.
A Tatra começou um edifício avançado, racionalizando carros, começando com o grande Tatra 77, em 1934, a primeira produção do mundo de um automóvel aerodinâmico. O aerodinâmico T77 arrastava um coeficiente de 0,212, raramente superado por automóveis modernos. Aconteceu o mesmo com quase todos os posteriores grandes "Tatras", com um motor montado na traseira, e tomada de ar-refrigerado com motor V8, tecnicamente muito sofisticados para a época. 
Ledwinka discutiu as suas ideias com Ferdinand Porsche, que usava muitas características conceituais Tatra no Kdf-Wagen de 1938, mais tarde conhecido como o VW Fusca. Isto é particularmente evidente quando comparado com o menor Tatra, o modelo T97, que tinha tração traseira, era refrigerado a ar, e possuía estilo arredondado. A Tatra imediatamente iniciou ação legal, mas o assunto não foi resolvido até 1961, quando a Volkswagen foi condenada a pagar 3 000 000 de marcos alemães por danos. 

### Anos de Guerra
Após 1938, com a invasão da Tchecoslováquia pela Alemanha nazista, a Tatra continuou a produção, em grande parte porque os alemães gostavam dos carros. Na época, o Tatra ficou conhecido como a "Arma Secreta Tcheca", pois muitos oficiais alemães morreram em acidentes dirigindo os pesados Tatra a uma velocidade alta demais. Como resultado, proibiu-se que oficiais Alemães conduzissem Tatras.

### Pós-Guerra controle Comunista
A fábrica foi nacionalizada em 1946, quando o Partido Comunista da Checoslováquia chegou ao poder. Embora a produção dos modelos pré-guerra tenha continuado, um novo modelo, o Tatra 600 Tatraplan, foi concebidoː o nome comemorava a nova economia planificada comunista. Ele entrou em produção em 1947. Em 1951, o departamento do estado de planejamento decidiu que o Tatraplan deveria, assim, ser construído pela fábrica de automóveis Skoda de Mladá Boleslav, deixando a Tatra livre para concentrar-se em caminhões, ônibus e equipamentos ferroviários. 

### O Tatra 603
Apenas três anos mais tarde, no meio de muita insatisfação entre os 
oficiais acerca da má qualidade oficial dos carros importados da Rússia, à Tatra, foi, novamente, dada a permissão para produzir um carro de luxo, o famoso Tatra 603. Um justo sucessor para os programas pré-automóveis, que também foi impulsionado por um motor traseiro refrigerado a ar V8 e que tinha a marca da empresaː a aerodinâmica. Excepcionalmente, o Tatra 603 apresentava três faróis, e os primeiros protótipos tinham uma central na traseira para a estabilização final, porém esta foi perdida na produção. Equipados com estilo de espessura de cromagem, o Tatra 603 teve incrível procura em 1955. 
Os Tatras não eram para todos; os cidadãos normais não poderiam comprá-los. Eles foram reservados para a elite do partido Comunista Checo e funcionários comunistas, fábricas, presidentes e outras notoriedades, bem como para ser exportados para a maioria dos outros países comunistas como viaturas oficiais. Mesmo Fidel Castro teve um Tatra 603 branco, personalizado, equipado com ar-condicionado. 
Os Tatra 603 foram construídos até 1975ː foram vinte anos de reinado como o melhor carro do comunismo. Várias melhorias foram feitas ao longo deste tempo, mas não todos os novos veículos construídos neste período foram realmente novos. Quando um novo Tatra substituía outro antigo, o veículo antigo era devolvido na fábrica. Lá, era reformado, chamado "novo" e enviado uma vez mais para substituir outros Tatras mais velhos. Isto fez com que fosse difícil traçar a história dos sobreviventes destes veículos.

### 1970ː reforma do Tatra 613
Em 1968, um substituto foi desenvolvidoː o Tatra 613. Seguiu o estilo da fábrica italiana Vignale e tinha uma forma mais moderna e menos arredondada. Não era, até 1973, efectivamente produzido pela fábricaː a produção não começou até o ano seguinte. Embora o layout tenha permanecido o mesmo, o corpo e todos os motores eram novos. A unidade estava equipada com um maior volume (3 495 cilindradas) e chegava a perto de 165 bhp. Além disso, tinha sido um pouco deslocado para a frente para melhorar o equilíbrio. Estes automóveis foram construídos em cinco séries e várias modificações até 1996. Mais de 11 000 automóveis foram construídos.

### Nos últimos anos
Com encomendas e produção quase num impasse depois da queda do comunismo, a Tatra decidiu parar de construir o Tatra 613 em 1996. Foi feita uma tentativa para produzir uma versão atualizada, o Tatra 700, que foi em grande parte baseado no velho carro, com as modificações corporais nos painéis e nos detalhes. As vendas eram pobres e, em 1999 a Tatra abandonou a fabricação destes automóveis. 
Durante a história da produção da Tatra, se produziram 90 000 veículos. 
No momento, a Tatra se concentra na produção caminhões. 
Nos Estados Unidos da América, a Terex Corporation adquiriu a maioria das propriedades (71%) da Tatra no final de 2003. No entanto, e a partir de finais de 2006, a maioria das propriedades (80,51%) estava nas mãos da Tatra sro Holdings, um consórcio internacional composto de Vectra Limited do Reino Unido, Sam Eyde dos Estados Unidos da América, KBC Private Equity da Bélgica, Meadowhill sro Da República Tcheca e de Ronald Adams os Estados Unidos da América. Em 15 de Dezembro de 2006, um contrato foi assinado entre a Tatra e a República Tcheca para 556 caminhões em cerca de 130 000 000 de dólares estadunidenses, ou 2 600 000 000 coroas checas. Este contrato foi assinado para a substituição dos veículos militares mais antigos. 
Em Abril de 2007, a Tatra anunciou que já tinha ultrapassado a sua produção de 2006 e produziu 1 600 veículos. Em 2007, os planos da Tatra são para produzir entre 2300 e 2500 veículos. Em contraste com anos anteriores, a Tatra aumentou o emprego para centenas nos últimos dois trimestres. Além disso, ela tem invertido os erros anteriores e está a crescer novamente. Embora tenha havido muitas lutas na década passada, a empresa continua a ser um dos grandes orgulhos da indústria Tcheca e revelou-se um valioso trunfo 
para engenharia internacional, com a sua única reunião de métodos de produção e desenho.

## Modelos

### Carros de Passageiros
- Tatra 10
- Tatra 11
- Tatra 12
- Tatra 17
- TatraT57
- Tatra 75
- Tatra V570
- TatraT77
- Tatra 77a
- Tatra 80
- Tatra 87
- Tatra 97
- Tatra 107
- Tatra 600 Tatraplan
- Tatra 603
- Tatra 613
- Tatra 700

#### Caminhões
- Tatra 13
- Tatra 26
- Tatra 27
- Tatra 43
- Tatra 81
- Tatra 111
- Tatra 128
- Tatra 141
- Tatra 805
- Tatra 138
- Tatra 148
- Tatra 813
- Tatra 815
- Tatrapanː veículo blindado baseado no chassi do Tatra 815.
- Tatra 163 Jamal
- Tatra 816